# Continental O-200
Les Continental C90 et O-200 forment une famille de moteurs d'avion quatre cylindres à plat refroidis par air et à entraînement direct ; d'une cylindrée de 3,29 ℓ (environ 200 pouces cubes d'où le nom du moteur), le moteur génère entre 67 et 75 kW (90 à 100 chevaux environ).
Construit par Continental Motors, ces moteurs sont communs parmi les aéronefs d'aviation légère conçus aux États-Unis, notamment les premiers Piper PA-18 Super Cub, le Champion 7EC ou le Cessna 150.  
Bien que le O-200 ait succédé au C90 et que les avions conçus autour du O-200 aient vu leur production arriver à son terme dans les années 1980, la publication, en 2004, par l'Administration fédérale de l'Aviation des États-Unis d’une nouvelle réglementation posant la définition d'une catégorie appelée light sport aircraft a suscité un regain d'intérêt pour le O-200. Le standard light-sport aircraft définit un petit aéronef mono ou biplace pour lequel un O-200 est parfaitement en adéquation.

## Conception et développement
Le C90 entame sa carrière en 1947 comme successeur du A65 (en), en production depuis 1939,.
Nombre des aéronefs motorisés par ce C90 sont des mises à niveau de modèles anciennement propulsés par des A65 : Piper Cub, Aeronca 7 Champion et Luscombe 8A. Le moteur est une évolution du O-190 (en), la course du piston étant augmentée d'un quart de pouce (6,5 millimètres environ).
Au Royaume-Uni, Rolls-Royce produit sous licence le C90/O-200, reprenant la même désignation ; ils sont reconnaissables à la présence d'un préfixe RR : ainsi le Rolls-Royce RR C90-12FH est-il l'équivalent du Continental C90-12FH. Les versions de Rolls-Royce sont « directement interchangeables avec les modèles équivalents produits par Continental. » Le Rolls-Royce O-200-A motorise le Beagle Pup, le Bölkow BO 208 C Junior (en), le Robin DR-200 et le Morane-Saulnier MS-880.
Toutes les versions des C90 et O-200 sont des moteurs à explosion à quatre temps et sont comparables du point de vue de la taille, de la cylindrée et du poids. Ces moteurs présentent typiquement un carburateur à courant ascendant, bien que les C90-8FJ, -12FJ et -14FJ soient équipés de circuits d'injection. Ils ont recours à un allumage ne nécessitant aucune source d'énergie externe, pilotant deux magnétos, chacun d'eux allumant une bougie par cylindre. Chaque cylindre comporte une soupape d'admission et une soupape d'échappement, activées par poussoir.
Le temps moyen entre deux révisions recommandé par Continental pour cette gamme de moteurs est de 1 800 heures d'opération ou 12 ans de service, au premier des deux termes atteint. La certification standard pour le C90/O-200 spécifie un carburant d'aviation d'indice 80/87 au minimum. Tous deux peuvent fonctionner avec du carburant automobile si un Supplemental Type Certificate a autorisé la modification.
Ces moteurs sont atmosphériques.

## Mise en œuvre opérationnelle

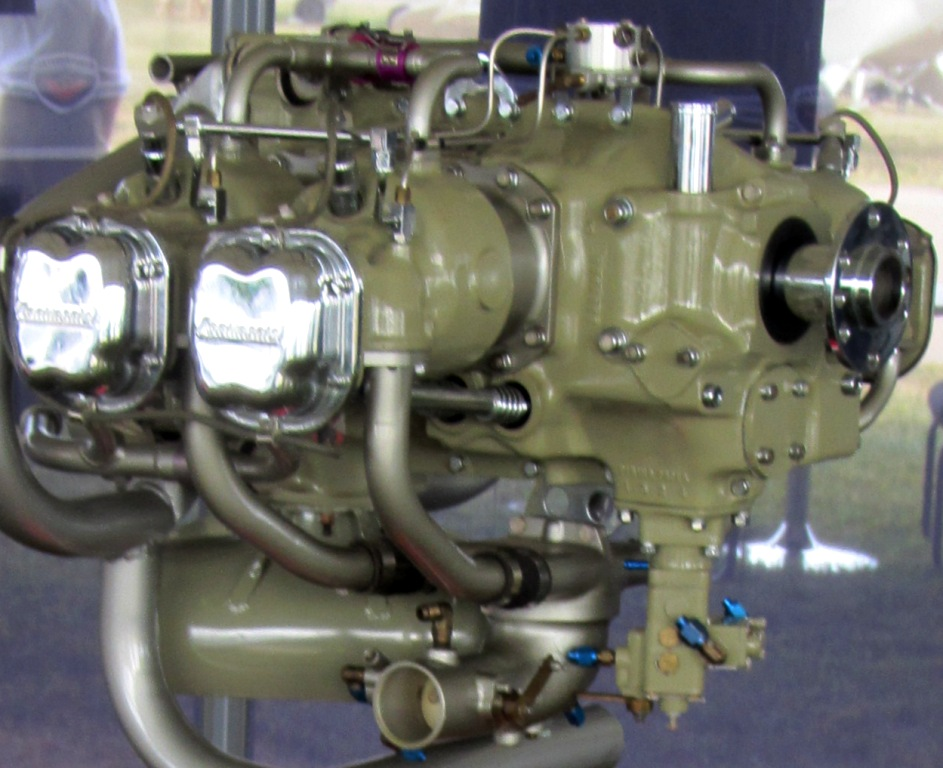
Continental IOL-200

Un moteur baptisé IOL-200, une variante de l’O-200 modifié par l’adjonction d’un circuit d’injection et du refroidissement liquide, motorise en 1986 le vol autour du monde sans escale et sans ravitaillement du Rutan Voyager. L’IOL-200 (parfois appelé Voyager 200), développant 110 chevaux (82 kW), était le moteur propulsif de l'appareil, alors qu’un Continental O-240 (en) modifié était installé à l’avant ; l’IOL-200 a fonctionné presque sans discontinuer pendant les neuf jours de durée du vol, ne cessant de tourner que pendant quatre minutes en raison d’un problème d’alimentation en carburant.
L’avion de Formula One (une compétition aéronautique américaine) Sharp Nemesis, conçu et piloté par Jon Sharp, est lui aussi propulsé par un O-200. Entre 1991 et 1999, l’aéronef emporte 45 des 48 courses auxquelles il prend part, gagnant également trois médailles Louis Blériot (en 1993, 1996 et 1998), quatre trophées Pulitzer et s’attribuant seize records de vitesse dans sa catégorie. Au cours de l’un de ces records, le Nemesis est chronométré à 467 km/h. En comparaison, la vitesse de croisière du Legend Cub, lui aussi motorisé par un O-200, est à peine supérieure à 150 km/h.

## Gamme 0-200
La gamme 0-200 est constituée de 3 moteurs :
- le 0-200A
- le 0-200D
- le 0-240B